# Placówka Straży Celnej „Szczęść Boże”

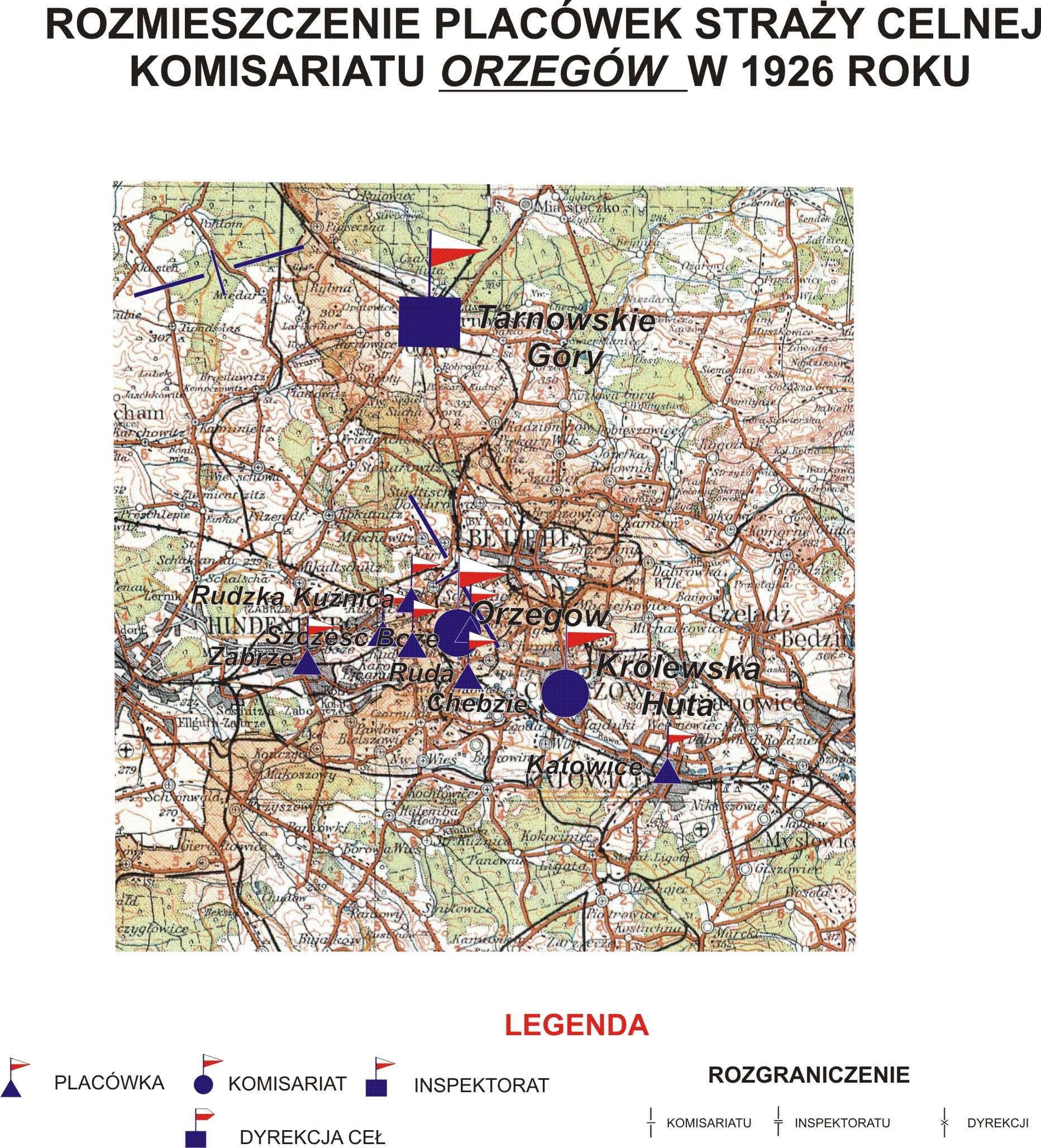
Rozmieszczenie placówek SC Komisariatu Orzegów w 1926

Placówka Straży Celnej „Szczęść Boże” – jednostka organizacyjna Straży Celnej pełniąca w okresie międzywojennym służbę ochronną na granicy polsko-niemieckiej.

## Formowanie i zmiany organizacyjne
Na wniosek Ministerstwa Skarbu, uchwałą z 10 marca 1920 roku, powołano do życia Straż Celną. Od połowy 1921 roku jednostki Straży Celnej rozpoczęły przejmowanie odcinków granicy od pododdziałów Batalionów Celnych. Proces tworzenia Straży Celnej trwał do końca 1922 roku. Placówka Straży Celnej „Szczęść Boże” weszła w podporządkowanie komisariatu Straży Celnej „Orzegów” z Inspektoratu SC „Tarnowskie Góry”.
W drugiej połowie 1927 roku przystąpiono do gruntownej reorganizacji Straży Celnej. W praktyce skutkowało to rozwiązaniem tej formacji granicznej. Ochronę północnej, zachodniej i południowej granicy państwa przejęła powołana z dniem 2 kwietnia 1928 roku Straż Graniczna.  W strukturach nowo powstałej formacji placówki „Szczęść Boże” nie odtworzono.

## Funkcjonariusze placówki
Kierownicy placówki
| stopień    | imię i nazwisko, numer   | okres pełnienia służby |
| ---------- | ------------------------ | ---------------------- |
| przodownik | Stanisław Kowalski (427) | był w 1926             |

Obsada personalna placówki w 1926:
- przodownik Stanisław Kowalski (427)
- starszy strażnik Antoni Filla (216)
- strażnik Wilhelm Bober (63)
- strażnik Leon Wiśniewski (1118)
- strażnik Paweł Wojtynek (833)
- strażnik Wawrzyniec Sokoła (1012)
- strażnik Karol Fajge (220)
- strażnik Franciszek Tworek (1020)
- strażnik Emil Faska (23)
- strażnik Henryk Szczęsny (796)
- strażnik Jan Chabik (143)
- strażnik Stanisław Chałupka (1212)
- strażnik Jan Kost (1225)
- strażnik Michał Falkiewicz (227)